# Philharmostes pseudumbratilis
Philharmostes pseudumbratilis là một loài bọ cánh cứng trong họ Hybosoridae. Loài này được Ballerio miêu tả khoa học năm 2004.